# 마리아 가브리엘라
마리아 가브리엘라 사게두(이탈리아어: Maria Gabriella Sagheddu, 1914년 3월 17일 ~ 1939년)는 트라피스트 수도회에 소속된 이탈리아인 수녀였으며, 25살의 나이에 그로타페라타 수녀원에서 결핵으로 사망했다. 그녀는 1983년 교회일치에 대해 일생동안 베푼 영적 공헌을 인정받아 복자 요한 바오로 2세에 의해 시복되었으며, 가톨릭 일치 운동의 수호성인으로 선언됐다.

## 생애
마리아 수녀는 1914년 사르디니아 섬 동부 해안에 있는 마을인 도르갈리의 양치기 가정에서 8명의 자녀 중 5번째로, 마리아 사게두(이탈리아어: Maria Sagghedu라는 이름으로 태어났다. 얼마 지나지 않아 1919년 아버지가 돌아가게 됐다.
그녀는 어린 시절에는 완고한 성격을 가졌지만, 동시에 충실하면서 순종적어서, "말로는 거절하지만 한번에 행동하는 사람이라"는 말을 들었다.. 초등학교 말에, 집을 돕기 위해 학교를 떠나야 했으며, 그 이후에는 심각하고 큰, 가정 부양의 의무를 부여 받았다.
이후 그의 여동생이 죽고 나서, 깊은 연민을 느낀 그녀는 18살이 되는 해에 아지오네 카톨리카에 가입했다. 그녀는 지역 젊은이들에게 가톨릭 신앙을 가르치고, 지역의 어르신들을 돕기 시작했다. 그 과정에서, 그녀는 자신의 기도 생활을 늘려나가기 시작했다. 처음에 그녀는 가톨릭 교리서를 손에 지도봉을 들고 가르쳤지만, 어느날 지역 사제가 그의 손에서 지도봉을 빼앗고, "지도봉이 아니라 인내로 무장하십시오"라는 쪽지를 손에 쥐어주자, 마리아는 그 비판을 받아들이고 지도방식을 변화시켰다.
20세에, 사게두는 이탈리아 로마 근교에 있는 그로타페라타(Grottaferrata) 트라피스트회 수도원에 입회하고 '마리아 가브리엘라'라는 수녀명을 받았다. 이 당시 수도원의 아뻬스는 마리아 피아 굴리니 O.C.S.O. 신모로, 그녀는 로마 가톨릭교회에서 아빠스 폴 쿠투리에의 노력의 성과로 형성된 에큐메니즘에 열성을 쏟았고, 그 분위기가 수도원 전반에 흘렀다, 이 목적에 헌신해, 그녀는 자신을 1938년 그리스도인 일치 주간에 기독교회의 일치를 위한 영적 제물로 바쳤다. 그 헌신 이후 그녀는 폐렴을 동반한 병에 빠졌으며, 15개월 동안 앓은 결과, 1939년 4월 23일 하느님 품에 안겼다. 참고로, 그 주의 주일 성서공과의 복음에는 요한복음 10장 16절이 포함되어 있었다.

## 영성
가브리엘라는 그에게 은혜를 주시고, 그녀를 당신과의 연합으로 이끄신 하느님에 대한 분명한 감사에 감동을 받았다. 다른 가톨릭 성인들로 알려진 사람들과 같이, 그녀는 하느님의 의지 앞에 신뢰함으로 자기의 완전한 부인을 통해 불안으로부터 자유를 찾았다.
요한 바오로 2세는 교칙 '하나되게 하소서(라틴어: Ut unum sint)'에서 그녀를 다음과 같이 평가한다.:
일치를 위한 기도는 그리스도인 사이의 일치 부족을 실제로 경험하는 사람들에게만 한정된 문제가 아닙니다. 주님 앞에 기도로 나아가는 우리 모두의 깊은 개인적 대화 속에서, 일치에 대한 관심이 제외될 수 없습니다. … 이 의무를 재강화하기 위해 나는 보편 교회의 신도들 앞에 1983년 1월 25일에 내가 시복한 트라피스트 수녀, 일치의 복녀 마리아 가브리엘라라는 내가 모범적으로 생각하는 모델을 설정했습니다. 마리아 가브리엘라 자매는, 세상으로부터 분리되라는 성지의 부름을 받아, 요한복음 17장에 중심한 묵상과 기도에 그의 삶을 헌신하고, 그의 삶을 그리스도인 일치에 바쳤습니다. … 마리아 가브리엘라 자매의 사례는 교훈적입니다. 그녀는 우리가 일치를 위한 기도를 하[기 위해] 특별한 시간, 상황, 또는 시간[을 설정할 필요]가 없다는 사실을 이해하도록 도와줍니다. 예수님의 아버지에 대한 기도는 모두, 항상, 그리고 어디서나 모델로서 제시됩니다.

## 시복
가브리엘라는 1983년 그녀가 자신의 일생을 하느님께 바치도록 하는 결정에 도움을 준 기간이었던 그리스도인 일치주간의 마지막 날인 1월 25일에 로마에 위치한 성 밖 성 바오로 대성당에서 시복되었다. 이를 통해, 요한 바오로 2세는 그녀의 행동의 성성을 확증했으며, 특히 에큐메니즘과 관련된 행동에 있어서 그리스도인들이 따라야 할 롤 모델로 그녀를 설정했다.
가브리엘라의 사후, 요한복음 17장이 너무나 자주 읽혀져 낡고 누렇게 되었다는 사실이 주목받았다. 이 장에서, 예수님께서는 아버지 하느님께 자신의 제자들에 대해 기도하고 있다. 특히 그녀가 주목한 지점은 예수님께서 "우리와 같이 그들도 하나가 되게 하옵소서"(:11, 개개) "아버지여. 아버지께서 내 안에, 내가 아버지 안에 있는 것 같이 그들도 다 하나가 되어 우리 안에 있게 하사 세상으로 아버지께서 나를 보내신 것을 믿게 하옵소서"(:21, 개개)라고 기도하신 부분이다. 이 절들은 에큐메니컬 운동에 있어서 주요 모토로 사용되고 있다. 가톨릭 교회는 그녀가 자신의 삶을 주님께 모든 그리스도인의 일치를 위한 제물로 바쳤다고 주장한다.
가브리엘라의 유물들은 트라피스트 수도회의 현재 본부인 비테보 근교에 위치한 비토르치아노의 트라피스트 성 요셉의 아내 수도원의 일치 경당에 보전되어 있다.

## 같이 보기
- 교회일치운동
- 가톨릭 교회와 교회일치운동
- 그리스도인 일치 기도주간
- 하나되게 하소서 (Ut unum Sint)

## 참고 문헌
이 문서의 정보들은 주로 다음 세 출처에서 왔다:
- (이탈리아어) 성 요셉의 성모 수도원
- (이탈리아어) 요한바오로 2세의 시복 강론
- (영어) Ut Unum Sint